# عبدالوحید فیاضی
عبدالوحید فیاضی نمایندهٔ دورهٔ نهم و دورهٔ دوازدهم مجلس شورای اسلامی از حوزهٔ انتخابیهٔ نور و محمودآباد در استان مازندران است.  وی در انتخابات دوازدهمین دوره مجلس شورای اسلامی با کسب 23290 رای به مجلس راه پیدا کرد.